# St. Egidien
St. Egidien ist eine Gemeinde im sächsischen Landkreis Zwickau. Sie ist Teil der Verwaltungsgemeinschaft Rund um den Auersberg.

## Geografie

### Geografische Lage
St. Egidien befindet sich etwa elf Kilometer nordöstlich von Zwickau und fünf Kilometer südöstlich der Großen Kreisstadt Glauchau. Der Ort liegt am Übergang vom Sächsischen Granulitgebirge (Südwestrand) zum Erzgebirgsvorland. Im Gemeindegebiet werden Höhen von 370 Meter erreicht. Durch St. Egidien fließt der Lungwitzbach. Dessen Zufluss, der Kuhschnappelbach, speist die zwischen Kuhschnappel und St. Egidien liegende Talsperre St. Egidien.

### Nachbargemeinden
|                | Gemeinde Callenberg                         | Stadt Hohenstein-Ernstthal |
| Stadt Glauchau | Kompassrose, die auf Nachbargemeinden zeigt | Gemeinde Bernsdorf         |
|                | Stadt Lichtenstein                          |                            |

An die Gemarkung St. Egidien grenzen im Uhrzeigersinn: Lobsdorf im Norden, Kuhschnappel im Nordosten, Rüsdorf und Bernsdorf im Osten, Lichtenstein im Süden, der Rümpfwald im Westen und Niederlungwitz im Nordwesten.

### Gemeindegliederung
Die Gemeinde St. Egidien besteht aus den Ortsteilen Kuhschnappel (mit Tirschheim), Lobsdorf und St. Egidien.

## Geschichte

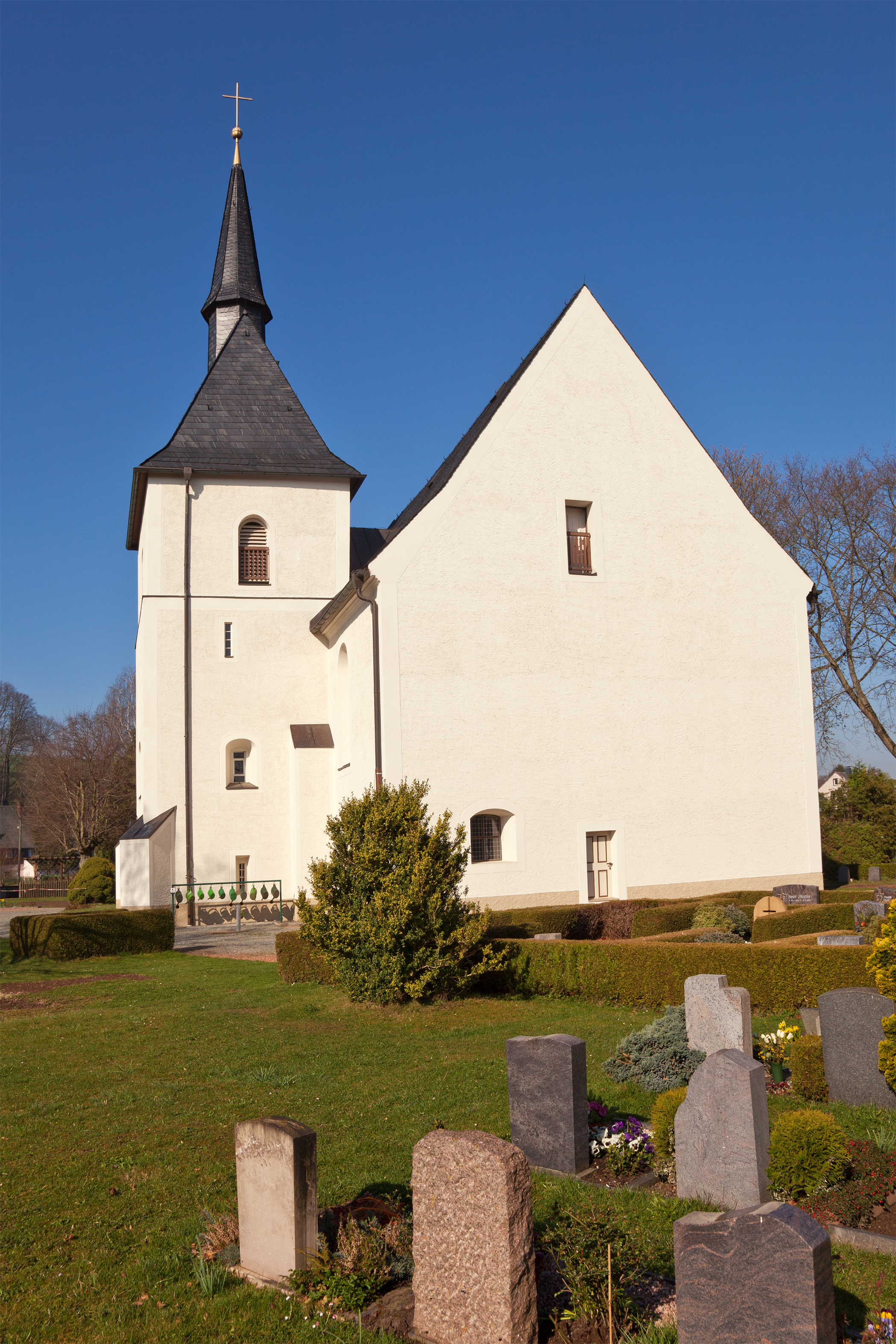
St. Egidien, Kirche Unserer Lieben Frauen

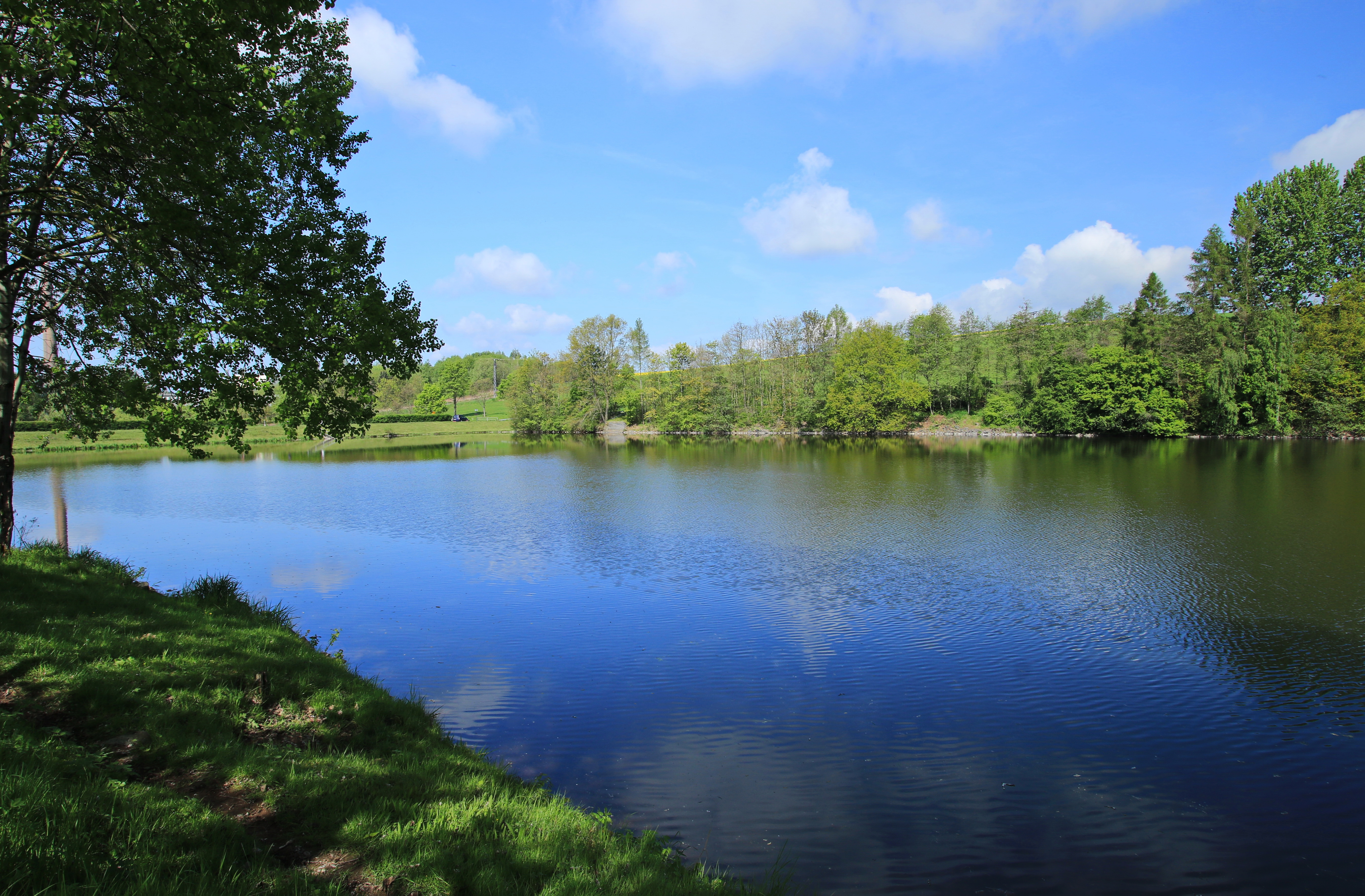
Talsperre St. Egidien

St. Egidien wurde vermutlich in der Zeit zwischen 930 und 968 (Stiftungsjahr des Bistums Zeitz) als „Tilling“ gegründet. Dieses kann urkundlich  nicht mehr bestätigt werden, da das Pfarrhaus im Jahre 1724 und das Gut des damaligen Gemeindevorstehers im Jahr 1831 jeweils mit allen Unterlagen abgebrannt sind. Der Ort wurde um 1150 von fränkischen Bauern besiedelt. Sie erbauten im Niederdorf (heute: „Am Berg“) eine steinerne Kirche, die dem Heiligen Ägidius geweiht war. Sie wurde wegen Baufälligkeit im Jahr 1811 abgerissen. Die bis heute bestehende Kirche „Unserer lieben Frauen“ wurde im 13. Jahrhundert als kleine Wallfahrtskapelle errichtet. Im Jahr 1752/53 erfolgte die Erweiterung und die Erhöhung des Gotteshauses.
Erstmals urkundlich erwähnt wird St. Egidien im Jahr 1320 in der Naumburger Urkunde als „Ecclesia Sancti Egidii in Lunwicz“. Bezüglich der Grundherrschaft gehörte der Ort bis ins 19. Jahrhundert als Amtsdorf zur Herrschaft Glauchau, nach der Teilung im Jahr 1681 zum Amt Forderglauchau. Nachdem auf dem Gebiet der Rezessherrschaften Schönburg im Jahr 1878 eine Verwaltungsreform durchgeführt wurde, kam St. Egidien im Jahr 1880 zur neu gegründeten sächsischen Amtshauptmannschaft Glauchau.
St. Egidien erhielt am 15. November 1858 mit der Eröffnung des Bahnhofs am Teilabschnitt Chemnitz–Zwickau der Niedererzgebirgischen Staatsbahn Anschluss an das Eisenbahnnetz. Dieser Abschnitt wurde später Teil der Bahnstrecke Dresden–Werdau. Bedeutung als Eisenbahnknoten bekam die Station mit der Eröffnung der Bahnstrecke Stollberg–St. Egidien am 15. Oktober 1878, die der Anbindung des Lugau-Oelsnitzer Steinkohlenreviers diente. Am 26. Juni 1869 sollte der 27-jährige Karl May vom Bahnhof St. Egidien nach Bräunsdorf zu einem Lokaltermin gebracht werden. An der Ortsgrenze Kuhschnappel konnte er jedoch fliehen und zu seinem Versteck, der sogenannten Karl-May-Höhle bei Hohenstein-Ernstthal entkommen.
Durch die zweite Kreisreform in der DDR kam die Gemeinde St. Egidien im Jahr 1952 zum Kreis Hohenstein-Ernstthal im Bezirk Chemnitz (1953 in Bezirk Karl-Marx-Stadt umbenannt). Im gleichen Jahr begannen die Bauarbeiten der Nickelhütte St. Egidien zur Verarbeitungen der gefundenen Nickelerze im Raum Callenberg, auf deren Areal nach deren Stilllegung im Jahr 1990 der Industriepark Achat entstand.
Die Gemeinde St. Egidien kam im Jahr 1990 zum sächsischen Landkreis Hohenstein-Ernstthal, der 1994 im Landkreis Chemnitzer Land bzw. 2008 im Landkreis Zwickau aufging. Am 1. Januar 1996 wurde die Gemeinde Lobsdorf und am 1. April 1996 die Gemeinde Kuhschnappel (mit dem Ortsteil Tirschheim) eingemeindet.

## Einwohnerentwicklung
Am 3. Oktober 1990 zählte St. Egidien 3516 Einwohner.
Folgende Einwohnerzahlen beziehen sich auf den 31. Dezember des voranstehenden Jahres:
| - 1998: 3827 - 1999: 3844 - 2000: 3820 - 2001: 3802 - 2002: 3704 | - 2003: 3707 - 2004: 3701 - 2005: 3655 - 2006: 3603 - 2007: 3552 | - 2008: 3548 - 2012: 3422 - 2013: 3358 - 2021: 3238 |

Datenquelle: Statistisches Landesamt des Freistaates Sachsen

## Politik

### Gemeinderat
Die letzte Gemeinderatswahl fand am 9. Juni 2024 statt. Im Gemeinderat sind 16 Sitze zu besetzen, die sich folgendermaßen auf die Parteien verteilen:
Da die Liste der AfD mangels weiterer Kandidaten bereits nach dem ersten Listenplatz erschöpft ist, bleiben die restlichen Mandate der Partei unbesetzt. Der Gemeinderat besteht somit nur aus 13 Gemeinderäten.
| Sitzverteilung im Gemeinderat St. Egidien 2024Insgesamt 13 Sitze - Linke: 1 - SPD: 1 - Grüne: 2 - CDU: 8 - AfD: 1 Drei Sitze der AfD bleiben unbesetzt. Der Gemeinderat verkleinert sich entsprechend. | Liste           | 2024   | 2024   | 2019   | 2019   | 2014   | 2014   |
| Sitzverteilung im Gemeinderat St. Egidien 2024Insgesamt 13 Sitze - Linke: 1 - SPD: 1 - Grüne: 2 - CDU: 8 - AfD: 1 Drei Sitze der AfD bleiben unbesetzt. Der Gemeinderat verkleinert sich entsprechend. | Liste           | Sitze  | in %   | Sitze  | in %   | Sitze  | in %   |
| Sitzverteilung im Gemeinderat St. Egidien 2024Insgesamt 13 Sitze - Linke: 1 - SPD: 1 - Grüne: 2 - CDU: 8 - AfD: 1 Drei Sitze der AfD bleiben unbesetzt. Der Gemeinderat verkleinert sich entsprechend. | CDU             | 8      | 49,0   | 9      | 52,7   | 10     | 56,1   |
| Sitzverteilung im Gemeinderat St. Egidien 2024Insgesamt 13 Sitze - Linke: 1 - SPD: 1 - Grüne: 2 - CDU: 8 - AfD: 1 Drei Sitze der AfD bleiben unbesetzt. Der Gemeinderat verkleinert sich entsprechend. | AfD             | 1      | 27,6   | –      | –      | –      | –      |
| Sitzverteilung im Gemeinderat St. Egidien 2024Insgesamt 13 Sitze - Linke: 1 - SPD: 1 - Grüne: 2 - CDU: 8 - AfD: 1 Drei Sitze der AfD bleiben unbesetzt. Der Gemeinderat verkleinert sich entsprechend. | Grüne           | 2      | 11,2   | 4      | 27,4   | 3      | 22,2   |
| Sitzverteilung im Gemeinderat St. Egidien 2024Insgesamt 13 Sitze - Linke: 1 - SPD: 1 - Grüne: 2 - CDU: 8 - AfD: 1 Drei Sitze der AfD bleiben unbesetzt. Der Gemeinderat verkleinert sich entsprechend. | SPD             | 1      | 6,9    | –      | –      | –      | –      |
| Sitzverteilung im Gemeinderat St. Egidien 2024Insgesamt 13 Sitze - Linke: 1 - SPD: 1 - Grüne: 2 - CDU: 8 - AfD: 1 Drei Sitze der AfD bleiben unbesetzt. Der Gemeinderat verkleinert sich entsprechend. | Linke           | 1      | 5,4    | 3      | 19,9   | 3      | 21,7   |
| Sitzverteilung im Gemeinderat St. Egidien 2024Insgesamt 13 Sitze - Linke: 1 - SPD: 1 - Grüne: 2 - CDU: 8 - AfD: 1 Drei Sitze der AfD bleiben unbesetzt. Der Gemeinderat verkleinert sich entsprechend. | Wahlbeteiligung | 72,6 % | 72,6 % | 65,7 % | 65,7 % | 49,8 % | 49,8 % |

### Bürgermeister
Bürgermeister ist seit 2013 Uwe Redlich.
| Wahl | Bürgermeister   | Vorschlag               | Wahlergebnis (in %) |
| ---- | --------------- | ----------------------- | ------------------- |
| 2020 | Uwe Redlich     | Redlich                 | 66,0                |
| 2013 | Uwe Redlich     | Redlich                 | 88,4                |
| 2006 | Uwe Redlich     | Perspektive St. Egidien | 52,3                |
| 2001 | Matthias Keller | CDU                     | 81,0                |

## Sehenswürdigkeiten

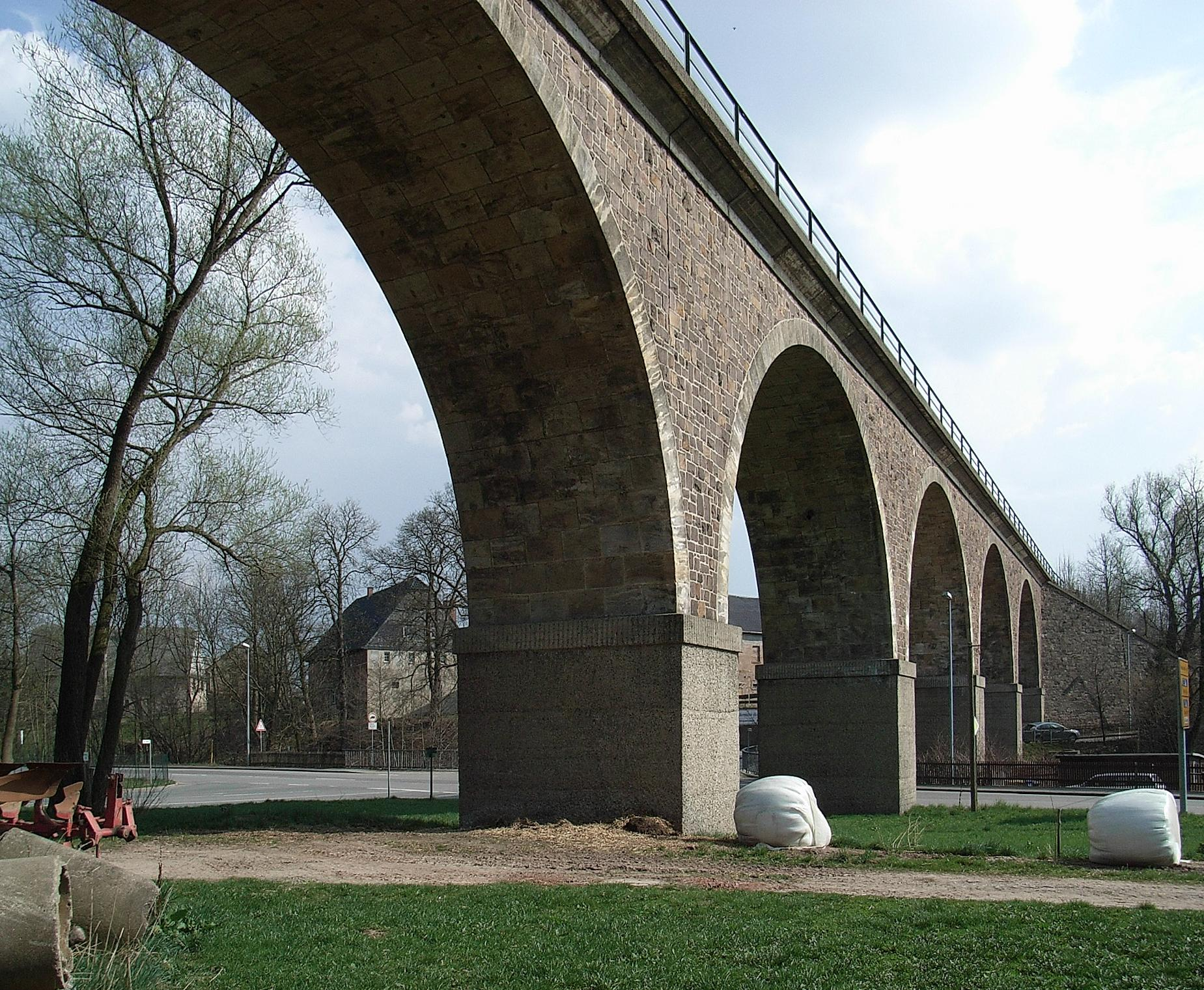
Eisenbahnviadukt

- Mineralienkabinett

Das Mineralienkabinett beherbergt eine Mineraliensammlung des ehemaligen Betriebes „Nickelhütte St. Egidien“
- Eulenhaus

Das Eulenhaus wurde um 1600 als Umgebindehaus erbaut. Im Jahr 1707 wurde es grundlegend erneuert und 1983 rekonstruiert. Jetzt dient es als Heimatstätte für Schnitzer und Klöpplerinnen des Ortes St. Egidien.
- Kirche „Unserer lieben Frauen“

Die Kirche „Unserer lieben Frauen“ ist eines der ältesten Gebäude des Ortes.
- Eisenbahnviadukt

Das Eisenbahnviadukt über das Lungwitzbachtal ist ein fünfbögiges Viadukt von 1879 an der eingleisigen Bahnlinie nach Stollberg

### Naturschutz
- Siehe auch: Liste der Naturdenkmale in St. Egidien

### Museen

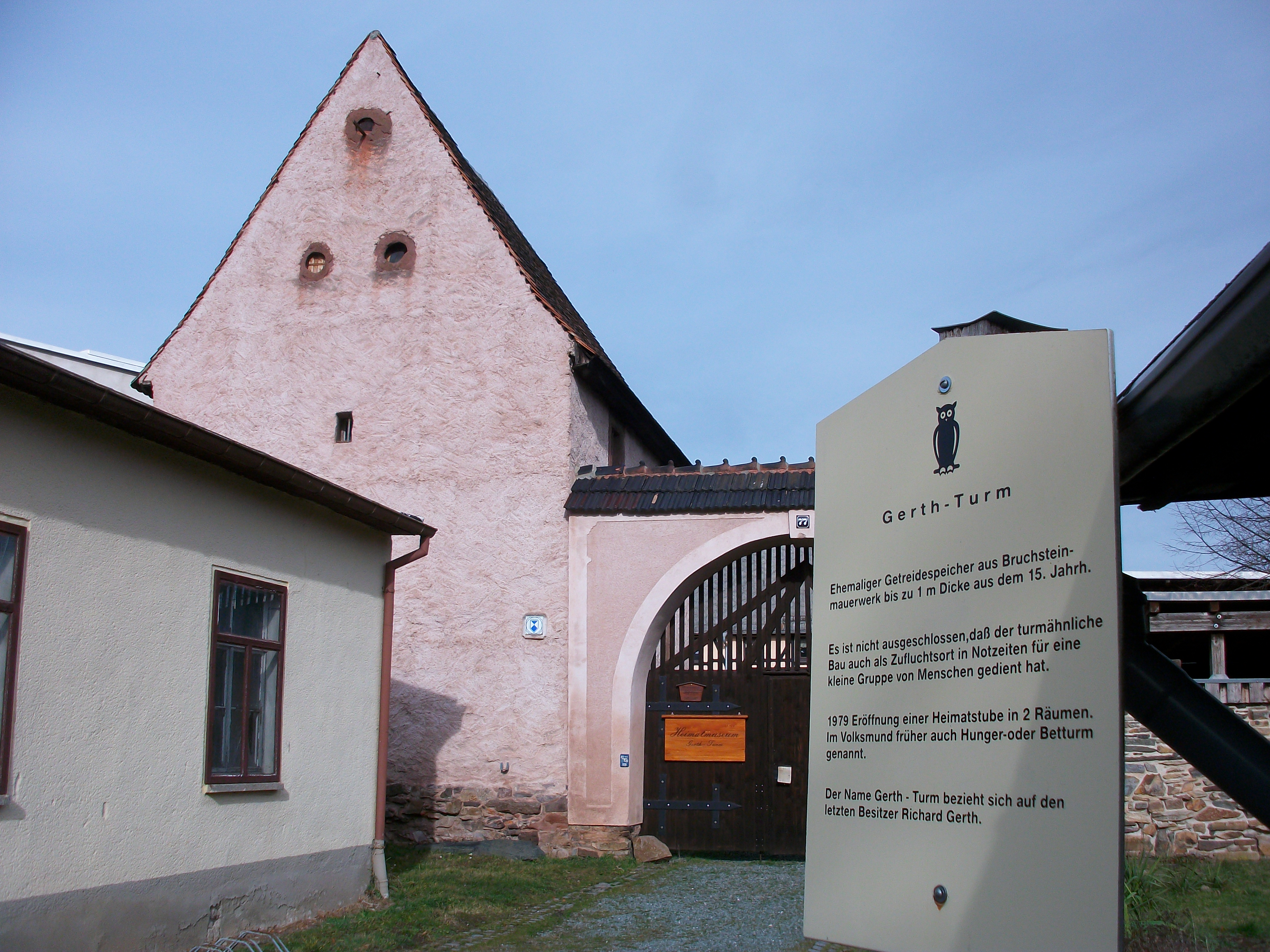
Heimatmuseum Gerth-Turm St. Egidien

- Heimatmuseum „Gerth-Turm“

In diesem Museum befindet sich eine Ausstellung von ca. 400 Exponaten, die einen Eindruck über die Lebensweise der Bevölkerung in vergangenen Jahrhunderten vermittelt.

## Wirtschaft und Infrastruktur

### Verkehr
St. Egidien liegt an der B 173 zwischen Zwickau und Chemnitz und an der Bahnstrecke Dresden–Werdau, der Sachsen-Franken-Magistrale, außerdem endet im Bahnhof St. Egidien die von Stollberg kommende Bahnstrecke Stollberg–St. Egidien. Über die „Achatstraße“, welche teilweise der Trasse der ehemaligen Industriebahn der Nickelhütte St. Egidien folgt, ist St. Egidien an die Bundesautobahn 4,  Anschlussstelle „Hohenstein-Ernstthal“ angebunden.

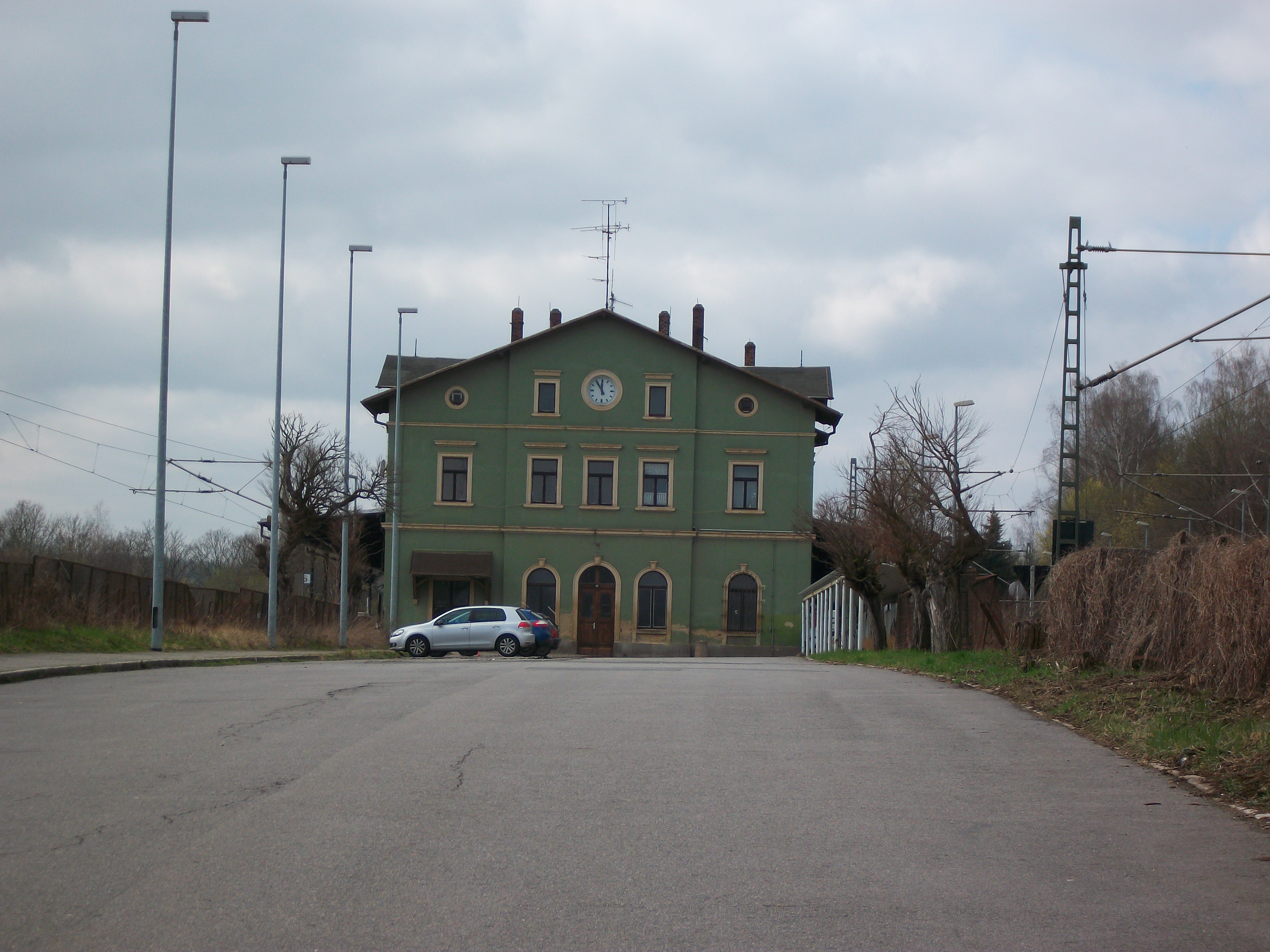
Bahnhof St. Egidien, Frontansicht (2016)
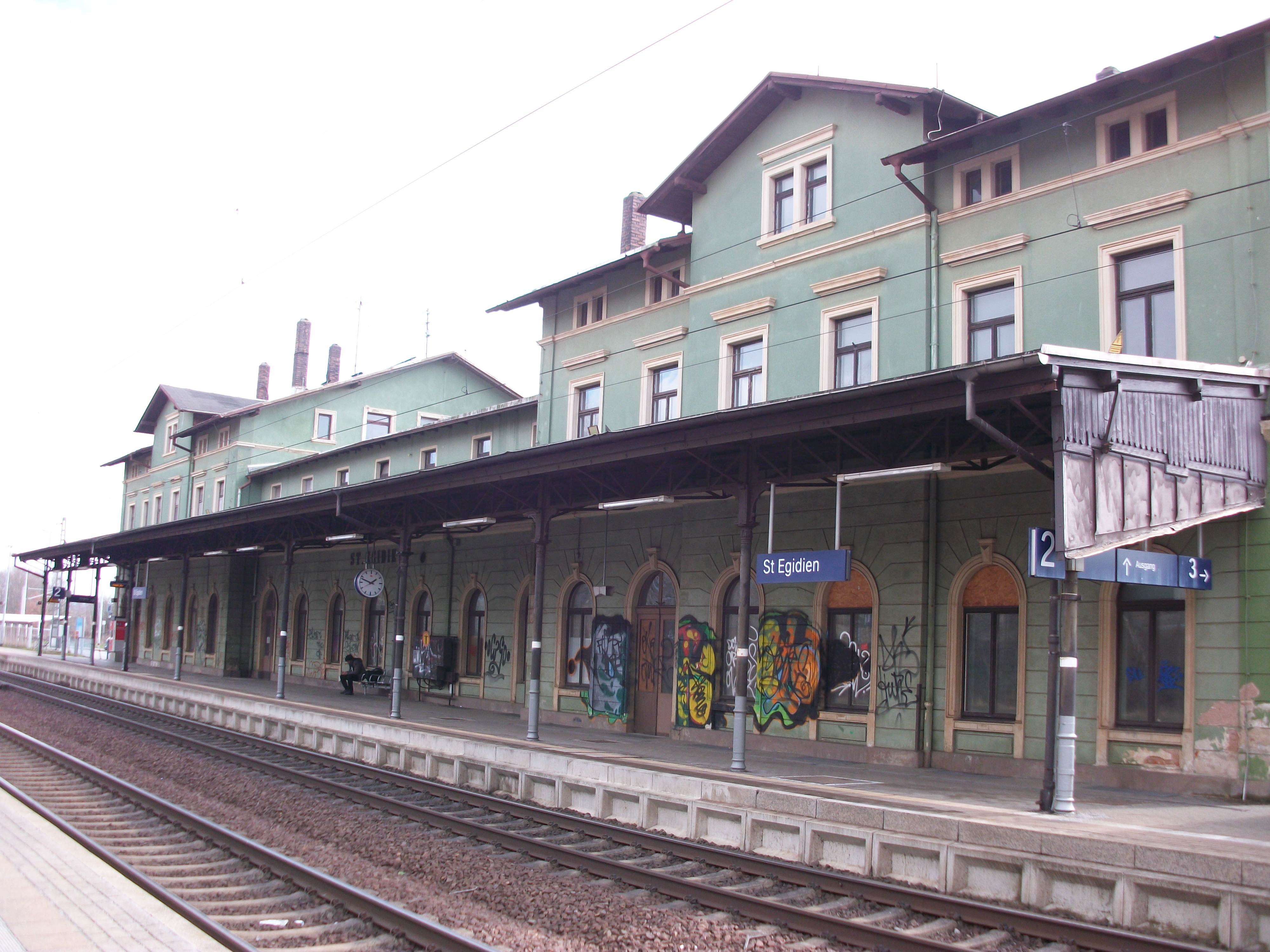
Bahnhof St. Egidien Bahnseite (2016)
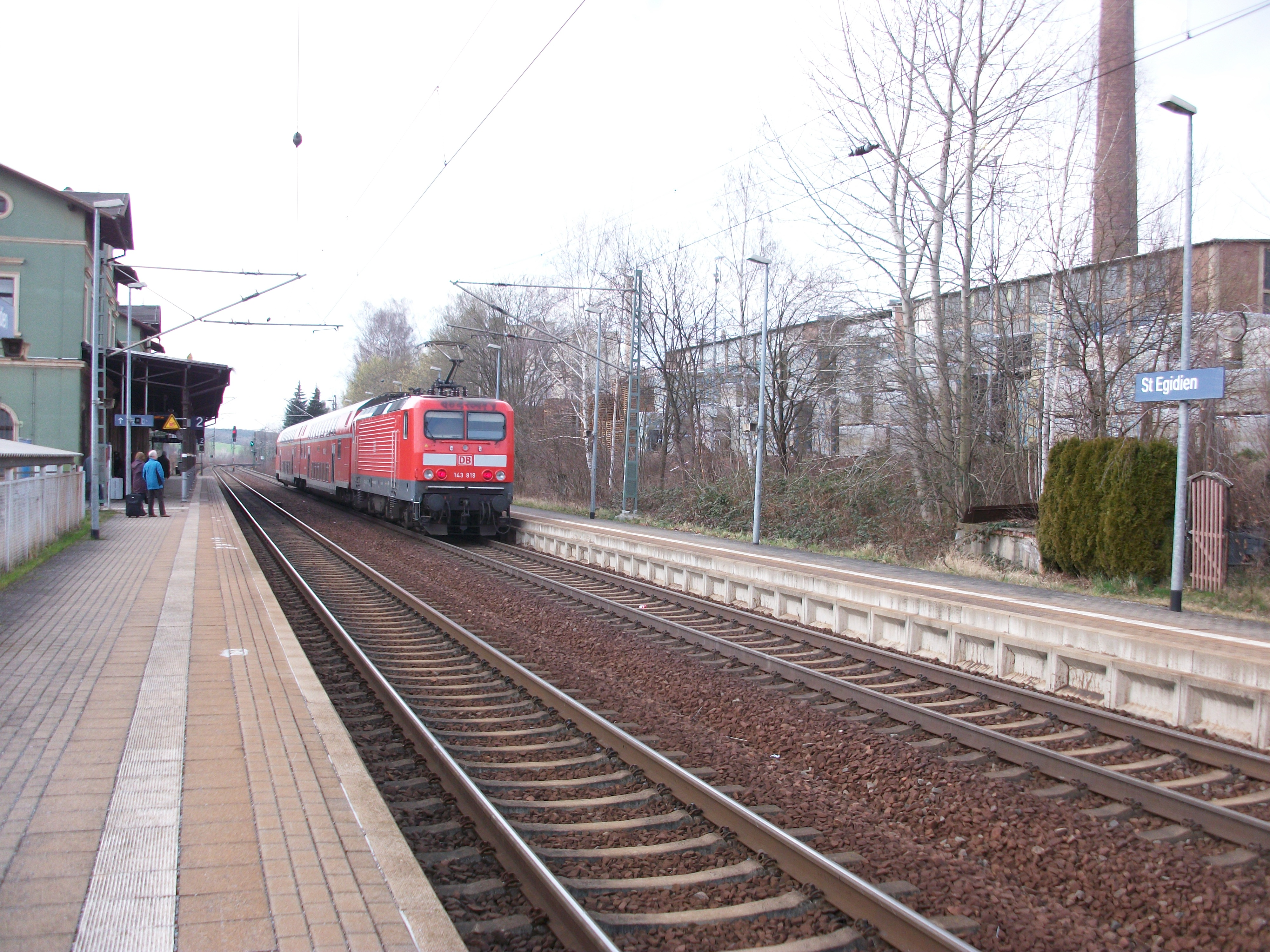
Bahnhof St. Egidien mit RB nach Zwickau (2016)
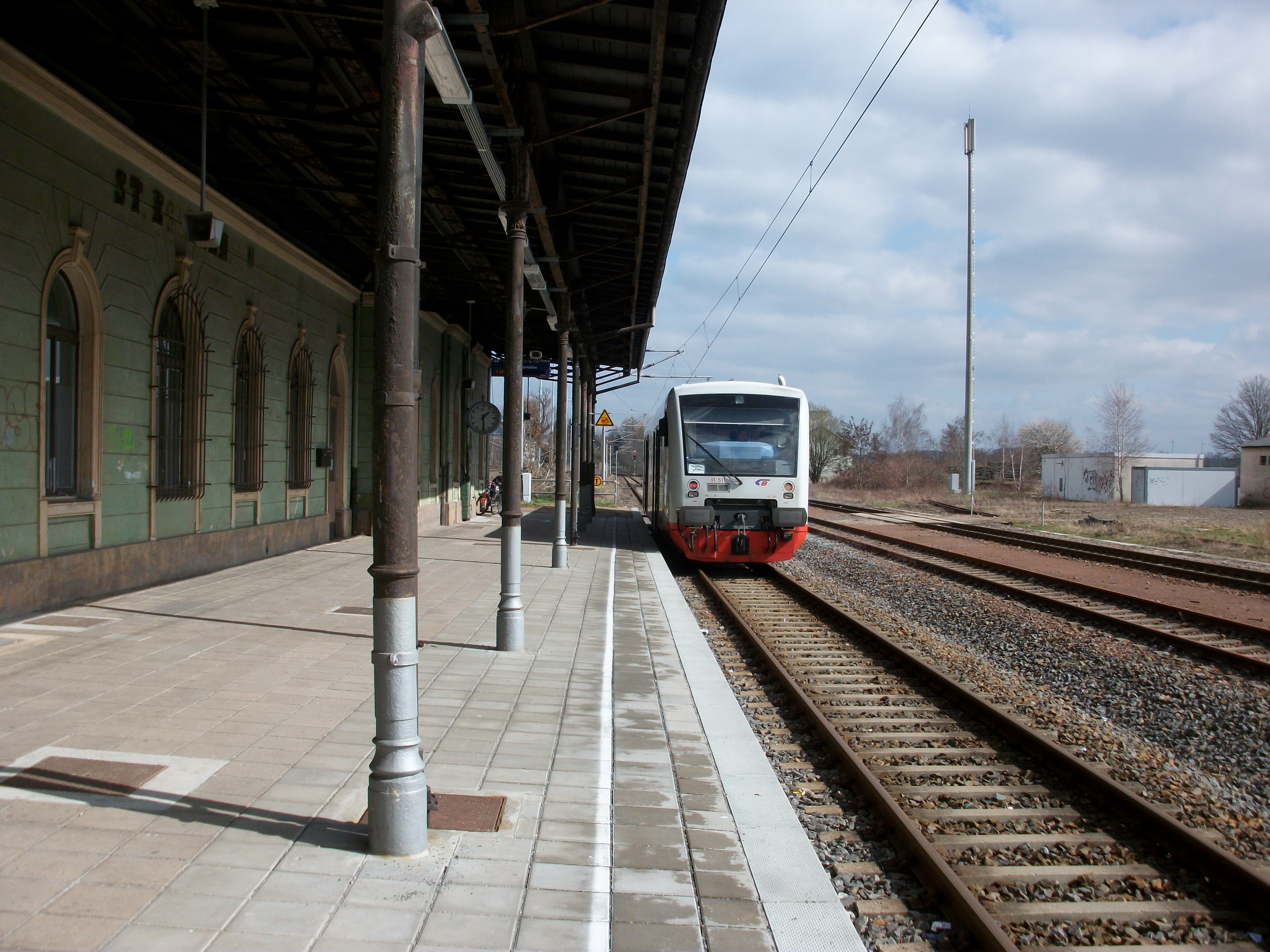
City-Bahn nach Stollberg im Bahnhof St. Egidien (2016)

### Wirtschaft

#### Nickelhütte St. Egidien (1952–1990)
Im Jahr 1952 wurde nahe dem Bahnhof St. Egidien die Nickelhütte St. Egidien errichtet, in welcher die Nickelerze aus den Lagerstätten im Nachbarort Callenberg verarbeitet wurden.
Seit 1959/1960 verband die Industriebahn der Nickelhütte St. Egidien die Tagebaue im Raum Callenberg mit der Nickelhütte St. Egidien. Die Errichtung der Nickelhütte St. Egidien war eine Fehlinvestition der DDR – die Lagerstätte wies keinesfalls die erhoffte Ergiebigkeit aus – und so produzierte dann die Hütte überwiegend Mineralwolle. Mit der politischen Wende und der neuen Marktsituation erfolgte 1990 die Einstellung des Bergbaus und der Produktion in der Nickelhütte St. Egidien. Die Nickelhütte St. Egidien wurde nach aus dem Kombinat ausgegliedert und in die Industriegesellschaft St. Egidien mbH überführt. Diese begann in St. Egidien mit dem Abriss überflüssiger Werksanlagen und der Wiederurbarmachung der aufgelassenen Tagebaue.

#### Gewerbegebiete
Nach 1990 wurde die Nickelhütte St. Egidien abgerissen und das Gelände saniert. Das Areal der Nickelhütte St. Egidien mit dem markanten Schornstein wurde nach 1990 zum Industriepark Achat, dessen Name er von den im Gebiet von St. Egidien befindlichen Achatlagerstätten erhielt. Im Industriepark Achat sind neben der Industriegesellschaft St. Egidien mbH u. a. der Sonderfahrzeugbau der Volkswagen Sachsen GmbH (seit 2014) und die Esda Strumpfwerke GmbH angesiedelt.
Des Weiteren besitzt die Gemeinde St. Egidien das Gewerbegebiet „Am Auersberg“ an der Ortsgrenze zur Stadt Lichtenstein.

### Bildung
St. Egidien hat eine Grundschule „Bergschule“ in kommunaler Trägerschaft sowie eine Oberschule „Achatschule“, die sich in freier Trägerschaft befindet. Weiterhin gibt es drei Kindertageseinrichtungen.

## Persönlichkeiten, die mit der Gemeinde in Verbindung stehen
- Johannes Löhn (1926–2022), Bergingenieur und ehemaliger Politiker (LDPD)
- Gottfried Tröger (1935–2016), Politiker (CDU), Landtags- und Bundestagsabgeordneter
- Heinz Wagner (1939–2018), Politiker (CDU), Volkskammer- und Bundestagsabgeordneter
- Hartmut Rauschenbach (* 1950), Fußballer
- Thomas Jacob (* 1965), Rennrodler
- Heike Friedrich (* 1970), Schwimmerin
- Ronny König (* 1983), Fußballer